# Ana Ferrer
Ana María Ferrer García (Madrid, 25 de enero de 1959) es una magistrada española, desde abril de 2014, la primera mujer miembro de la Sala Segunda de lo Penal del Tribunal Supremo de España. Ha sido una de los siete magistrados del juicio del Procés.

## Biografía
Nació en Madrid el 25 de enero de 1959, en el seno de una familia de juristas, ya que su padre, Daniel Ferrer. Asistió al colegio de la Divina Pastora, y siguiendo la tradición familiar, se matriculó en Derecho.
En 1979, al fallecer su padre, cuando todavía estudiaba Derecho, se puso a trabajar como delegada técnica en el Tribunal Tutelar de Menores, por lo que tuvo un contacto muy temprano con los tribunales. Acabó la carrera en la Universidad Complutense en 1982. Un año después, con 25 años, ganó la oposición a juez. Su primer destino fue en Valdepeñas (Ciudad Real), pasando más tarde a Linares (Jaén), donde la empezaron a denominar Ana Thatcher, y donde desenmascaró al secretario del juzgado por haberse estado apropiando de fondos durante quince años, mandándolo a la cárcel. De Linares pasó a Madrid a los juzgados de Aranjuez y Leganés.
En 1989 accedió como titular del juzgado de instrucción núm. 16 de Madrid, lugar en el que permaneció hasta alcanzar el grado de magistrada en 1996. Durante estos siete años fue la instructora del conocido caso Roldan, el procedimiento que tomó nombre del director de la Guardia Civil, Luis Roldán, procesado y condenado por malversación de fondos públicos, entre otros delitos. En 1996 fue nombrada magistrada de la Audiencia Provincial de Madrid, que presidió desde 2008. Además, durante su carrera como jurista, ha sido miembro de la Comisión General de Codificación y profesora de práctica jurídica en la Universidad Autónoma de Madrid y en la de Alfonso X el Sabio. El 27 de febrero de 2014, el Consejo General del Poder Judicial, por 13 votos de 21 posibles, la designó magistrada de la Sala de lo Penal del Tribunal Supremo, junto al también magistrado, Andrés Palomo del Arco. Juró su cargo en el Tribunal Supremo el 7 de abril del mismo año, amadrinada por Clara Martínez de Careaga, que fue la primera mujer en acceder a la Sala de lo Militar del mismo tribunal.
En el 2019 formó parte, junto a otros seis magistrados, todos hombres, del tribunal que juzgó a los encausados por el Procés.

## Vida familiar
Estuvo casada con el también magistrado Javier Martínez-Lázaro, y tiene dos hijos, Julia y Javier.

## Distinciones honoríficas
- Cruz de Honor de la Orden de San Raimundo de Peñafort, Reino de España